# Пакт о нейтралитете между СССР и Японией
Пакт о нейтралите́те ме́жду СССР и Япо́нией (яп. 日ソ中立条約 ниссо тю:рицу дзё:яку) — советско-японский договор о взаимном нейтралитете, подписанный в Москве 13 апреля 1941 года, через два года после пограничного конфликта на реке Халхин-гол. Был денонсирован СССР 5 апреля 1945 года.

## Подписание
Пакт о нейтралитете был подписан в Москве 13 апреля 1941 года. Со стороны СССР договор подписал Молотов, со стороны Японии — министр иностранных дел Ёсукэ Мацуока и посол Японии в СССР Ёсицугу Татэкава. Ратифицирован 25 апреля 1941 года. Договор был заключён на 5 лет с момента ратификации: с 25 апреля 1941 по 25 апреля 1946 года и автоматически продлевался до 1951 года. К пакту прилагались декларация и обменные письма.

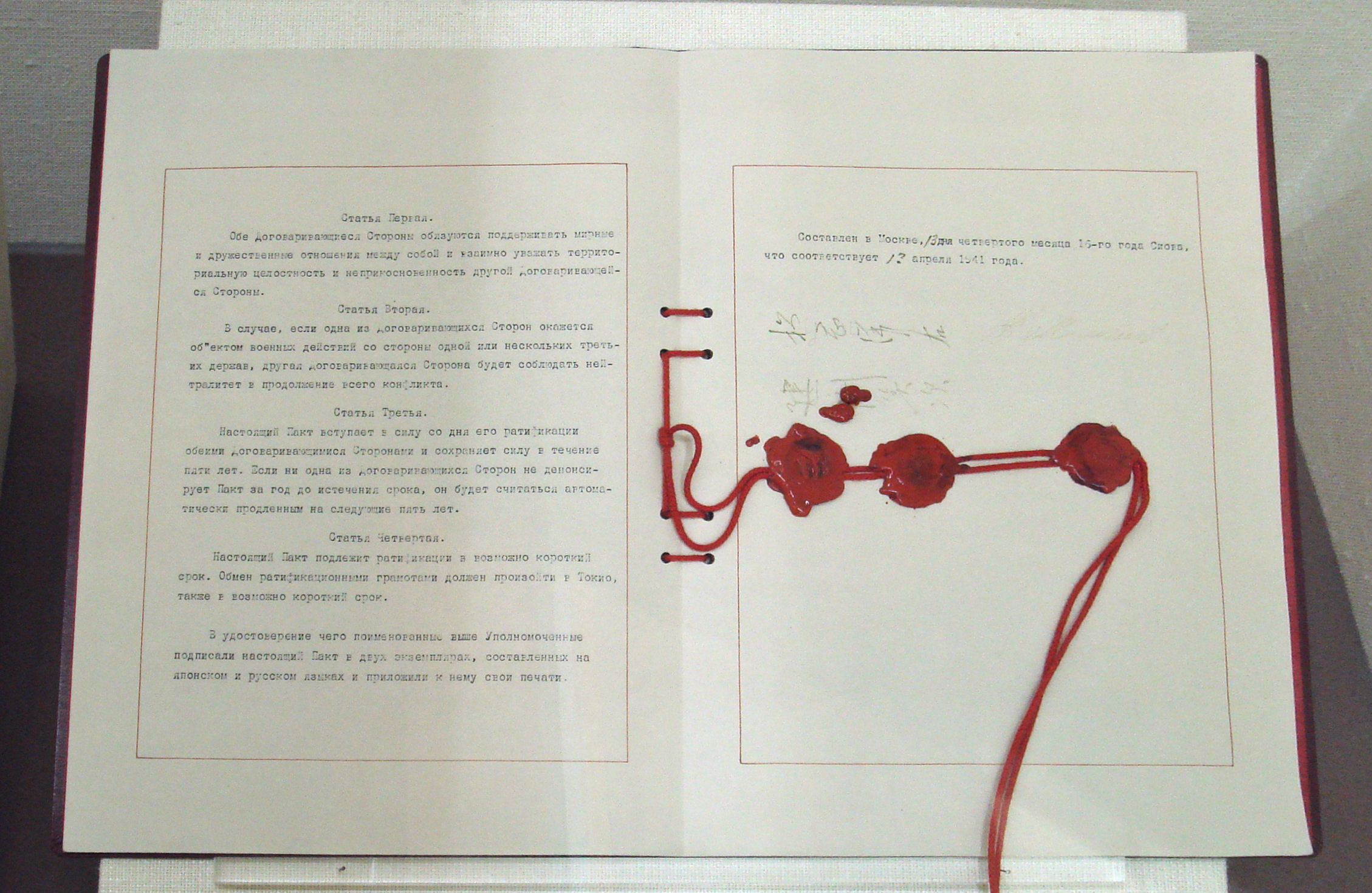
Оригинал пакта

Подписанию предшествовала беседа между Мацуокой и Сталиным 12 апреля, в которой было достигнуто согласие по ряду спорных вопросов, в частности, о Северном Сахалине и японских концессиях. Япония отказалась от требования продать ей Северный Сахалин в обмен на обещание поставки 100 тыс. тонн нефти.
Согласно статье 2, «в случае, если одна из договаривающихся сторон окажется объектом военных действий со стороны одной или нескольких третьих держав, другая договаривающаяся сторона будет соблюдать нейтралитет в продолжение всего конфликта».
В декларации (являвшейся приложением к пакту), которую в тот же день подписали Молотов, Мацуока и Татэкава, содержалось обязательство уважать территориальную целостность и неприкосновенность МНР и Маньчжоу-Го (признание государств «де-юре»). В обменных письмах Мацуока обещал заключить торговое соглашение и рыболовное соглашение, ликвидировать японские концессии на Северном Сахалине и учредить комиссию из представителей СССР, Японии, МНР и Маньчжоу-Го для урегулирования пограничных вопросов.
Попрощавшись в Кремле с японским министром, Сталин неожиданно появился на Ярославском вокзале, чтобы лично проводить Мацуоку, направлявшегося далее в Берлин. Сие был единственный в своем роде случай. Этим жестом советский лидер счел необходимым подчеркнуть важность советско-японской договоренности. Причем подчеркнуть и японцам, и немцам. Зная, что среди провожающих был и германский посол в Москве фон Шуленбург, Сталин демонстративно обнимал на перроне японского министра: «Вы азиат и я азиат… Если мы будем вместе, все проблемы Азии могут быть решены». Мацуока вторил ему: «Проблемы всего мира могут быть решены».
По рассказам Молотова, поезд задержали на час, а министра иностранных дел Японии сильно напоили и буквально внесли в вагон. «Эти проводы стоили того, что Япония не стала с нами воевать. Мацуока у себя потом поплатился за этот визит к нам…» — добавил Молотов.

## Реакция в мире
Реакция в мире на заключённый договор была отрицательной, как в странах гитлеровской коалиции, так и в Британии, Франции и США. Руководство Германии и Италии негативно восприняли этот договор, так как теряли союзника в готовящейся ими войне с Советским Союзом.
С крайней озабоченностью договор был воспринят в США и Великобритании. Правительства этих стран опасались, что договор развяжет Японии руки и позволит ей расширить свою экспансию на юг Дальнего Востока Азии. США отреагировали введением торговых санкций против СССР наподобие тех, которые они ввели после заключения за два года до того пакта о ненападении с Германией. В прессе советско-японский договор рассматривался как сильный удар по американской дипломатии.
Кроме того, американцы опасались за судьбу военной помощи китайцам — в то время основная поддержка Китаю шла из СССР. В самом Китае новости о договоре вызвали сильное разочарование, многие восприняли его как предательство. Советское правительство успокоило Чан Кайши, что оно не собирается сокращать оказываемую его стране помощь, однако с началом войны с Германией военные поставки в Китай прекратились и советники были отозваны.

## Последствия
Пакт позволил СССР обезопасить свои восточные границы на случай конфликта с Германией. Япония, в свою очередь, развязала себе руки в разработке плана Войны за Великую Восточную Азию против США, Голландии и Великобритании.
С. А. Лозовский (заместитель Молотова, отвечавший в НКИД СССР за отношения с Японией), писал в секретной записке Сталину 15 января 1945 года: «…в первый период советско-германской войны мы были заинтересованы больше, чем японцы, в сохранении пакта, а начиная со Сталинграда японцы заинтересованы больше, чем мы, в сохранении пакта о нейтралитете».

## Расторжение пакта
В феврале 1945 года на Ялтинской конференции лидеры стран Антигитлеровской коалиции Сталин, Рузвельт и Черчилль подписали соглашение, согласно которому СССР обязался вступить в войну на стороне Союзников против Японии через 2-3 месяца после капитуляции Германии и окончания войны в Европе при условии возвращения СССР южной части Сахалина и передачи Курильских островов.
5 апреля 1945 года нарком иностранных дел СССР Вячеслав Молотов принял посла Японии в СССР Наотакэ Сато и сделал ему заявление о денонсации пакта о нейтралитете между СССР и Японией. Было отмечено, что после подписания пакта Германия напала на СССР, а Япония, союзница Германии, помогает той в её войне против СССР. Кроме того, Япония воюет с США и Англией, которые являются союзниками Советского Союза. В такой ситуации договор о нейтралитете «потерял смысл» и СССР за год до истечения пятилетнего срока пакта заявил Японии о своём желании денонсировать его.
Согласно пункту 3, «Настоящий пакт вступает в силу со дня его ратификации обеими договаривающимися сторонами и сохраняет силу в течение пяти лет. Если ни одна из договаривающихся сторон не денонсирует пакт за год до истечения срока, он будет считаться автоматически продленным на следующие пять лет».
Н. Сато напомнил, что пакт действует до 13 апреля 1946 года и выразил надежду, что это условие будет выполнено советской стороной. Молотов ответил, что «фактически советско-японские отношения вернутся к тому положению, в котором они находились до заключения пакта». Сато заметил, что юридически это означает аннулирование, а не денонсацию договора. Молотов согласился с Н. Сато, что с точки зрения самого пакта о нейтралитете, будучи лишь денонсированным (а не аннулированным), он может юридически сохранить свою силу до 25 апреля 1946 года.
16 апреля 1945 года в статье в журнале «Тайм» было отмечено, что, хотя формально пакт оставался в силе до 13 апреля 1946 года, тон советского комиссара по иностранным делам подразумевал, что, невзирая на это, СССР может вскоре начать войну с Японией (выполняя условия ялтинских соглашений).
9 августа 1945 года СССР начал войну с Японией, что де-факто прекратило действие пакта о нейтралитете.